# El carrer gran
 El carrer gran  (original: The Big Street) és una pel·lícula de Irving Reis rodada el 1942, amb Henry Fonda. Ha estat doblada al català.

## Argument
És la història d'amor entre A. Pinkerton (àlies Little Pinks: Henry Fonda), cambrer en un music hall i la seva cantant estrella Gloria Lyons (Her Highness : Lucille Ball). A Pinks li agrada secretament Glòria, mantinguda pel patró del local, Case Ables (Barton MacLane), fins al dia en què es troba a l'hospital per una caiguda provocada per Ables, gelós d'un ric ociós, Decatur Reed (William T. Orr) a punt de deixar-lo.
Pinks posarà tot el seu temps i els seus diners, amb l'ajuda dels seus amics, a intentar cuidar Glòria, que venera sempre com "la seva altesa", després fer-li veure la vida sota un prisma menys fosc i mantenir les seves esperances de curació quan ella s'instal·la a casa seva, tot tractant-lo com un criat. Per a ella i sense una paraula d'agraïment - ni per als seus amics i la seva amiga Violeta (Agnes Moorehead) que tracta amb menyspreu - ell anirà a Florida empenyent la seva cadira de rodes, es convertirà en lladre i organitzarà una vesprada en honor d'una misteriosa princesa, amb l'ajuda d'alguns amics malfactors, per fer-li trobar una mica de la vivor d'abans, i evitar que mori de tristesa (de paranoia). Pinks, acusat d'un robatori de joies, aconsegueix posar al seu costat la policia (Ables és al capdavant d'una estafa en la seguretat per a les joies robades) i un ric marit a qui ha mostrat el seu infortuni conjugal. La sala aplaudeix l'última cançó de Glòria i Pinks esbossa un ball portant-la en els seus braços. Ella fa llavors tres passos, primer pas cap a la seva curació... i mor als seus braços.

## Repartiment
- Henry Fonda: Little Pinks
- Lucille Ball: Gloria Lyons
- Barton MacLane: Case Ables
- Eugene Pallette: Nicely Nicely Johnson
- Agnes Moorehead: Violette Shumberg
- Marion Martin: Mimi Venus
- George Cleveland: Coronel Samuel Venus
- William T. Orr: Decatur Reed
- Ray Collins
- Sam Levene

## Al voltant de la pel·lícula
Inicialment pensats per Charles Laughton i Carole Lombard (que morirà en un accident d'avió abans de l'estrena de la pel·lícula), els papers van ser proposats a Henry Fonda, dos anys després d'El raïm de la ira, entre nombrosos papers de boy scout i d'amant embalbits, i Lucille Ball, amiga de Carole Lombard (i examant de Henry Fonda, que no apreciava gaire la seva companya de llavors). Aquesta pel·lícula menor era per a ell la persecució d'una filmografia prestigiosa, per a ella un dels seus principals papers abans de ser desposseïda de l'estudi alguns anys més tard.